# Quinta do Conde
Quinta do Conde is een plaats (freguesia) in de Portugese gemeente Sesimbra en telt 16.567 inwoners (2001).